# Dipoena chickeringi
Dipoena chickeringi är en spindelart som beskrevs av Claude Lévi 1953. Dipoena chickeringi ingår i släktet Dipoena och familjen klotspindlar.
Artens utbredningsområde är Panama. Inga underarter finns listade i Catalogue of Life.